# Antoine Quentin Fouquier de Tinville
Antoine Quentin Fouquier de Tinville (Hérouël (Aisne), 12 de junio de 1746-París, 7 de mayo de 1795), político francés que sirvió como fiscal en el Tribunal revolucionario.

## Primeros años de vida
Estudió Derecho y trabajó (1765) de pasante de un procurador de Châtelet. En 1774 compra el cargo y un año después se casa con su prima, con la que tiene cinco hijos. Tras la muerte de su mujer, vuelve a contraer matrimonio y tiene que vender su cargo en 1783. Acribillado por las deudas, consigue un empleo en las comisarías de la policía del rey en 1789, llegando a comisario de su distrito.

## Durante la Revolución
Al estallar la Revolución francesa en 1789, gracias al apoyo de su primo Camille Desmoulins, Fouquier-Tinville es nombrado director de uno de los jurados de acusación del Tribunal Criminal del 17 de agosto de 1792, creado para juzgar a los monárquicos detenidos el 10 de agosto de ese mismo año bajo acusación de conspirar con los extranjeros. Después de la supresión de este tribunal el 29 de noviembre de 1792, es designado sustituto del acusador público del tribunal criminal del Sena. El 12 de marzo de 1793, es nombrado juez del tribunal de San Quintín.
El 10 de marzo de 1793, la Convención nacional había creado un tribunal criminal extraordinario, que sería llamado Tribunal Revolucionario a partir del 8 de brumario del año II (29 de octubre de 1793). En la sesión del 13 de marzo, la Convención procede a la elección de los miembros de este tribunal. Faure fue elegido acusador público por 180 votos de 377 votantes; fueron elegidos sustitutos Fouquier-Tinville con 163 votos, Fleuriot-Lescot con 162 votos, y Domzé-Verteuil con 162 votos. Faure renuncia a su cargo y Fouquier-Tinville pasa a ser acusador público. 
Desde entonces Fouquier-Tinville fue el alma del tribunal, asumió el rol de acoger a los jueces y a los jurados, elegir salas de proceso, redactar las actas de acusación, recibir al verdugo, inclusive designar el número de las carretas de condenados, y quien al final rindió cuentas de todo ello al Comité de Salut Public dominado por los jacobinos, destacando por su extremo rigor y severidad contra los acusados en cada uno de los procesos a su cargo. Cuando se aprobó la Ley de Pradial en mayo de 1794 para "acelerar la justicia revolucionaria", los acusados ante el Tribunal Revolucionario prácticamente perdieron todo derecho a defenderse, permitiendo a Fouquier-Tinville sustentar acusaciones basadas en criterios vagos y ambiguos, dejando de lado las pruebas realmente obtenidas; el celo de Fouquier-Tinville en hallar siempre culpables entre los sospechosos acrecentó su fama de severidad. 
Fouquier-Tinville fue el acusador público en el proceso a Charlotte Corday, (17 de julio de 1793), a la reina María Antonieta (23-25 vendémaiaire, año II, (14 y 16 de octubre de 1793), a los Girondinos, (3-9 brumaire, año II, (24-30 de marzo de 1794) y a los dantonistas (13-16 germinal, año II, (2-5 de abril de 1794). También fue quien, el 9 de thermidor, procedió a la identificación de los rebeldes declarados fuera de la ley por la Convención: Robespierre, Saint-Just, Couthon y otros, antes de ser llevados a la guillotina.

## Proceso y muerte
Desde el 9 de thermidor (28 de julio de 1794), el Comité de Salvación Pública se ocupó de la completa renovación del Tribunal, y Barère de Vieuzac presentó en la Convención una lista de nuevos jueces y de jurados. A la cabeza de la lista figuraba el nombre de Fouquier-Tinville, con la mención de acusador público. Tres días después un miembro de la Convención, Louis Fréron, se sorprende al ver el nombre de Fouquier-Tinville en la lista y ordena que sea arrestado.
Su proceso lo llevó a cabo el Tribunal revolucionario el 8 de germinal del año II (28 de marzo de 1795), Fouquier-Tinville y veintitrés coacusados más (otros seis habían huido) comparecieron ante el tribunal revolucionario reorganizado por la ley del 8 de nivoso del año III (28 de diciembre de 1794). Se acusó a Fouquier-Tinville de que, sobre todo después de la ley del 22 de prairial del año II (10 de junio de 1794), había cometido varios actos ilegales: abrir juicio a un número considerable de personas a quienes no se conocía delito alguno, de ponerlas a todas estas en la misma acta de acusación y de implicarlas en el mismo delito aún no probado; de juzgar y ejecutar a un determinado número de personas sin que hubiera contra ellas acta de acusación; de sentenciar a muerte a varios individuos sin haberlos siquiera juzgado; de que sujetos sin condena fueran ejecutados en sustitución de otros que sí fueron condenados; de que, de los juicios de un gran número de personas, no hubiera constancia del delito pero igual todos los acusados fueran ejecutados, etc.
Del 9 de germinal, año III (29 de marzo de 1795) al 12 de floréal (1 de mayo), 419 testimonios, 223 de cargo, prestaron declaración. El 12 de floréal el acusador sustituto Cambon pronunció su requisitoria durante un día y medio, tras lo cual Fouquier-Tinville presentó su defensa. El 14 de floréal Fouquier-Tinville terminó su intervención diciendo: "No soy yo quien debería estar aquí, sino los jefes que me dieron las órdenes y que yo ejecuté. Yo no actué más que en virtud de las leyes dadas por una Convención investida con todos los poderes. Dada la ausencia de sus miembros, yo me encuentro líder de una conspiración para mí desconocida, blanco de una calumnia y de un pueblo ávido de encontrar culpables". El 15 y 16 de floréal, los defensores de sus coacusados presentaron su defensa.
El 17 de floréal (6 de mayo) la deliberación duró dos horas, y cinco horas después se dio lectura al acta. Fouquier-Tinville y quince de sus compañeros del Tribunal Revolucionario, uno de ellos Martial Herman, fueron sentenciados a muerte "convictos de maniobras y conspiraciones tendentes a favorecer los proyectos liberticidas de los enemigos del pueblo y de la República, a provocar la disolución de la representación nacional y el derrocamiento del régimen republicano, a incitar a los enfrentamientos ciudadanos luchando entre ellos y, principalmente, haciendo desaparecer, por medio de unos juicios falsos, una cantidad innumerable de franceses de todas las edades y sexo; e inventando, a este efecto, proyectos de conspiraciones en diversas casas de París, incluyéndolas en las listas de proscripción, y de haber actuado con malas intenciones".
Llevado preso a la Conciergerie, Fouquier-Tinville escribió estas últimas líneas: "No tengo nada que reprocharme, siempre actué conforme a la ley, y no he sido jamás la marioneta de Robespierre ni de Saint-Just; muy al contrario, estuve a punto de arrestarles cuatro veces. Muero por mi patria y sin reproches. Estoy satisfecho; después será reconocida mi inocencia".
Su ejecución tuvo lugar al día siguiente por la mañana, en la plaza de Gréve. Fue el último en ser guillotinado, de los dieciséis que estaban condenados a muerte.